# Чизик
Чи́зик (также Чизвик, Чизуик; англ. Chiswick /ˈtʃɪzɪk/) — историческое лондонское предместье, ныне часть административного района (боро) Хаунслоу на западе Большого Лондона.
Обозначен как один из 35 основных центров (major centres), определённых Генеральным планом Лондона. Расположен в излучине реки Темзы, в 9,7 км западнее Чаринг-Кросса.
Близость к Лондону и живописная сельская природа издавна привлекали сюда любителей загородного отдыха; в связи с бурным ростом пригородов Лондона в конце XIX и начале XX века население района значительно возросло. В 1932 году Чизик получил муниципальное самоуправление, а в 1965 году стал частью Большого Лондона.

## История

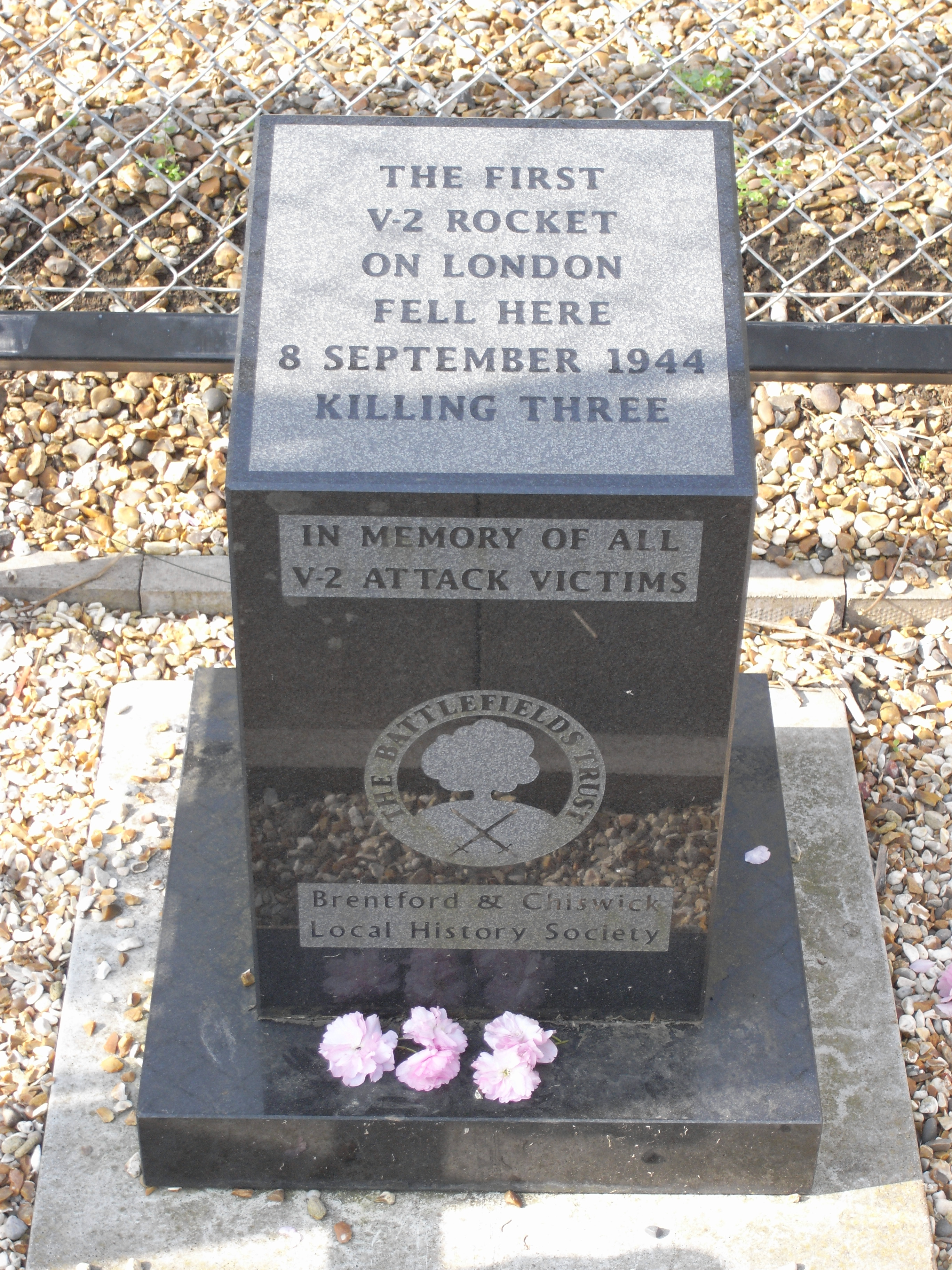
Мемориал в Чизике на месте падения ракеты «Фау-2»

Название впервые письменно упоминается около 1000 года как др.-англ. Ceswican в значении cheese farm. Фермы на прибрежных лугах тогдашнего графства Мидлсекс увековечили в названии основное занятие их обитателей — производство сыра. До 18 столетия предместье славилось сырной ярмаркой.
С 1894 по 1927 год приход Чизик формируется в городской округ, упразднённый в 1927 году, из-за соединения с Брентфордским округом. Объединённая область стала муниципальным районом в 1932 году, просуществовавшим до 1965 года, когда Чизик вошёл в состав Большого Лондона частью боро Хаунслоу.
Чизик известен с давних пор и как рыбацкий поселок, однако с приходом промышленности и последующим загрязнением реки рыболовство постепенно перестало быть значимым источником дохода для жителей.
В течение 350 лет в Чизике производится пиво, известное сегодня под маркой «Fuller's».
Во время Второй мировой войны Чизик претерпел ряд бомбардировок. 8 сентября 1944 года на него упала одна из первых ракет «Фау-2», убившая трех человек и ранившая ещё двадцать два. В районе падения ракеты установлен мемориал.
| Год                | 1881   | 1891   | 1901   | 1911   | 1921   | 1931   | 1941                                     | 1951   |
| ------------------ | ------ | ------ | ------ | ------ | ------ | ------ | ---------------------------------------- | ------ |
| Население, человек | 15 975 | 21 963 | 29 809 | 38 697 | 40 938 | 42 246 | в связи с войной перепись не проводилась | 41 207 |

## Культура
В XX веке в Чизике действовали два известных театра. «The Chiswick Empire» просуществовал с 1912 года по 1959. Он мог принять более двух тысяч посетителей и славился не только драматическими спектаклями, но и операми, балетом, ежегодными рождественскими представлениями пантомимы. «The Q Theatre» начал свою деятельность в 1924 году и завершил её в 1958. Это был небольшой театр, где впервые поставили пьесы Теренса Реттигена и Уильяма Дугласа-Хоума, многие из которых позже были поставлены на сценах Вест-Энда. Сегодня в районе действует экспериментальный «The Tabard Theatre».
В районе представлена разнообразная архитектура, но преобладают здания в стиле Георгианской, Викторианской и Эдвардианской эпох.
В 1720-е годы граф Бёрлингтон выстроил в Чизике палладианскую виллу Чизик-хаус, которая считается вехой в становлении классицизма. В 1998 году в Ганнерсбери была освящена русская православная церковь в честь Успения Божией Матери.
В Чизике ежегодно проходит фестиваль камелий. В 1813 году в Чизик-хаусе был раскинут ботанический сад по проекту архитектора Сэмюеля Уэйра. В теплице длиной девяносто шесть метров с застекленным куполом и стеклянными павильонами издавна выращивались редкие цветы, в том числе представители камелий. Цветочная коллекция Чизик-хауса считается одной из крупнейших и старейших в Великобритании. Многие камелии сада происходят от первоначальной посадки 1828 года.
В романе Уильяма Теккерея «Ярмарка тщеславия» действие первой главы начинается в пансионе для молодых девиц под началом мисс Пинкертон, расположенном на Чизикской аллее.

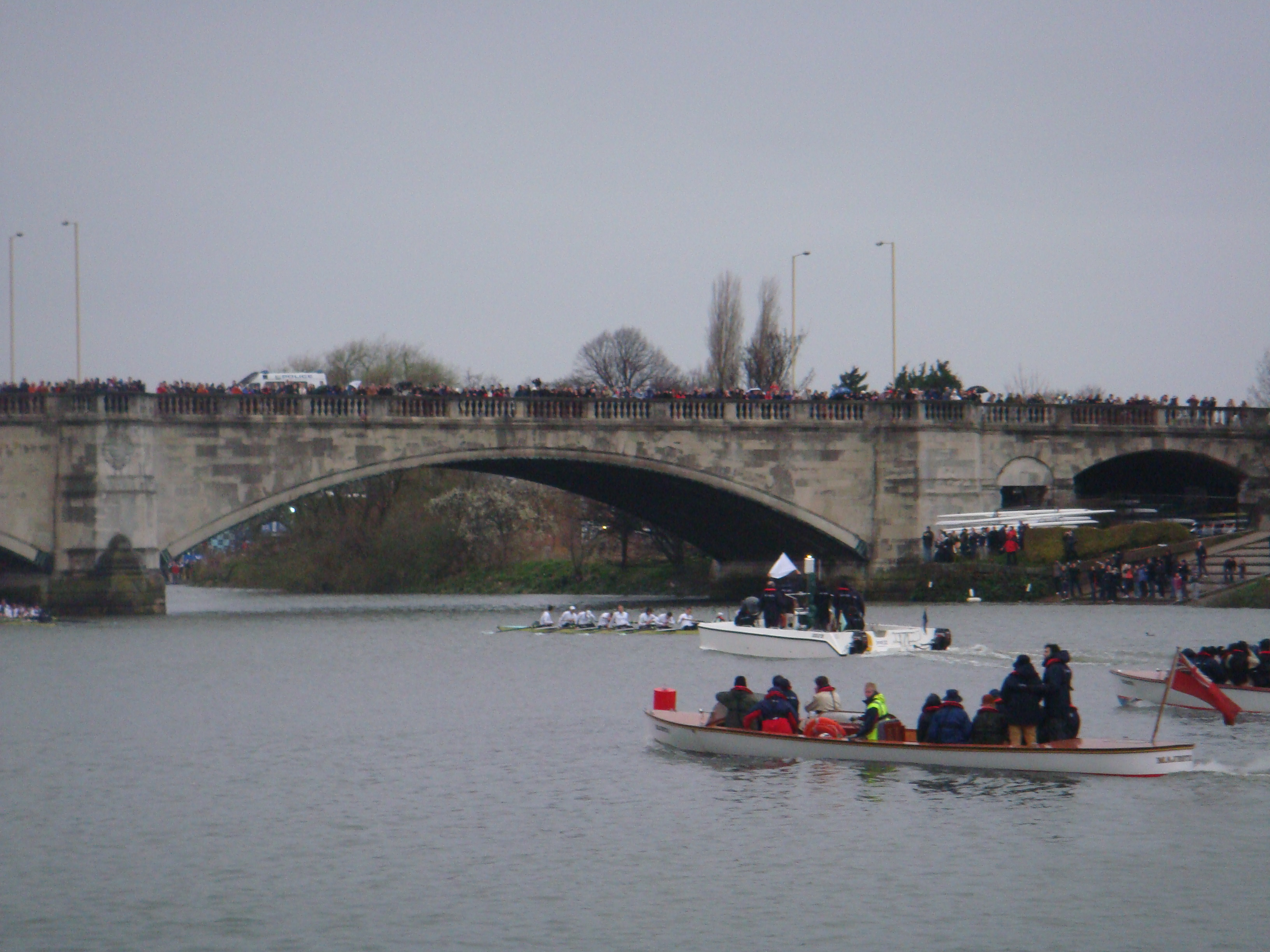
Чизикский мост и финиш ежегодной лодочной гонки

### Спорт
В 1938—1972 годах в Чизике был финиш старейшего в Европе регулярно проходившего Политехнического марафона (проводился в 1909—1996 годах).